# Жертвенник на горе Эйваль
Жертвенник на горе Эйва́ль — археологический памятник в Израиле на северо-восточном склоне горы Эйваль на высоте 785 метров над уровнем моря (вершина горы — 940 метров). Это место было впервые обнаружено группой во главе с археологом Адамом Зерталем 6 апреля 1980 года в рамках экспедиции по исследованию «холмов Менаше» — горной местности в Самарии. Систематические раскопки проходили с осени 1982 года до 1989 года под его же руководством. Зерталь датировал это сооружение последней четвертью XIII века до н. э., то есть примерно тем временем, когда, согласно библейскому рассказу, евреи вступили в землю Ханаанскую, и идентифицировал его с жертвенником, описанным в Библии в книге Второзаконие (27:2—8) и в книге Иисуса Навина (8:30-34). Хотя эта идентификация остаётся спорной, в научно-популярной литературе памятник нередко фигурирует как жертвенник Иису́са На́вина.

## Описание
Гора Эйваль имеет ступенчатый профиль. Найденное сооружение находится на северо-восточном склоне горы. Окруженное остатками стены, оно занимает площадь около 14 дунамов и до раскопок представляло собой большую груду камней, почти 30 метров в диаметре и 4 метра высотой. Насыпь была расположена в центре эллиптической площадки, ограниченной узкой каменной стеной. На площадке археологами было расчищено квадратное сооружение из больших неотесанных камней размером 8 на 8 метров, подъём к которому происходил по каменному пандусу. Перед возвышением были обустроены два мощенных камнем двора, а само оно было обнесено стеной. Внутри возвышения и вокруг него находятся слои пепла, в которых были найдены тысячи костей кошерных животных. Среди остатков этих жертвенных животных не было найдено костей свиней, ослов и собак — характерный признак еврейской принадлежности культового объекта.
Внутри этого объекта были найдены тысячи глиняных черепков, и классификация керамики однозначно привязывает сооружение к периоду израильского поселения в земле Ханаан —  конец XIII века до н. э. Длительность активного использования объекта была определена примерно в 50 лет — в точном соответствии с библейской хронологией входа евреев в Ханаан. На всей горе площадью 1800 гектаров не было найдено других древних поселений.
Также на месте раскопок были обнаружены ритуальные сосуды, в том числе сосуды для благовоний, две египетские серьги и две каменных печати в виде египетского скарабея. Скарабеи были датированы последней четвертью  XIII века до н. э. — временем фараона Рамсеса II.
Архитектурные особенности сооружения, период его возведения и расположение на горе Эйваль с очень высокой вероятностью позволяет отождествить его с жертвенником, описанным в Библии в книге Второзаконие (27:2—8) и в книге Иисуса Навина (8:30-34). Это строение в виде ступенчатого каменного строения с пандусом также в точности соответствует конструкции жертвенников всесожжения у евреев и более поздних эпох: жертвеннику в книге Иезекииля (Иез. 43) и жертвеннику Второго Храма, описанному в Мишне (трактат Мидот, гл. 3), у Иосифа Флавия и в «Храмовом свитке» Мертвого моря.

## Реакция научного сообщества

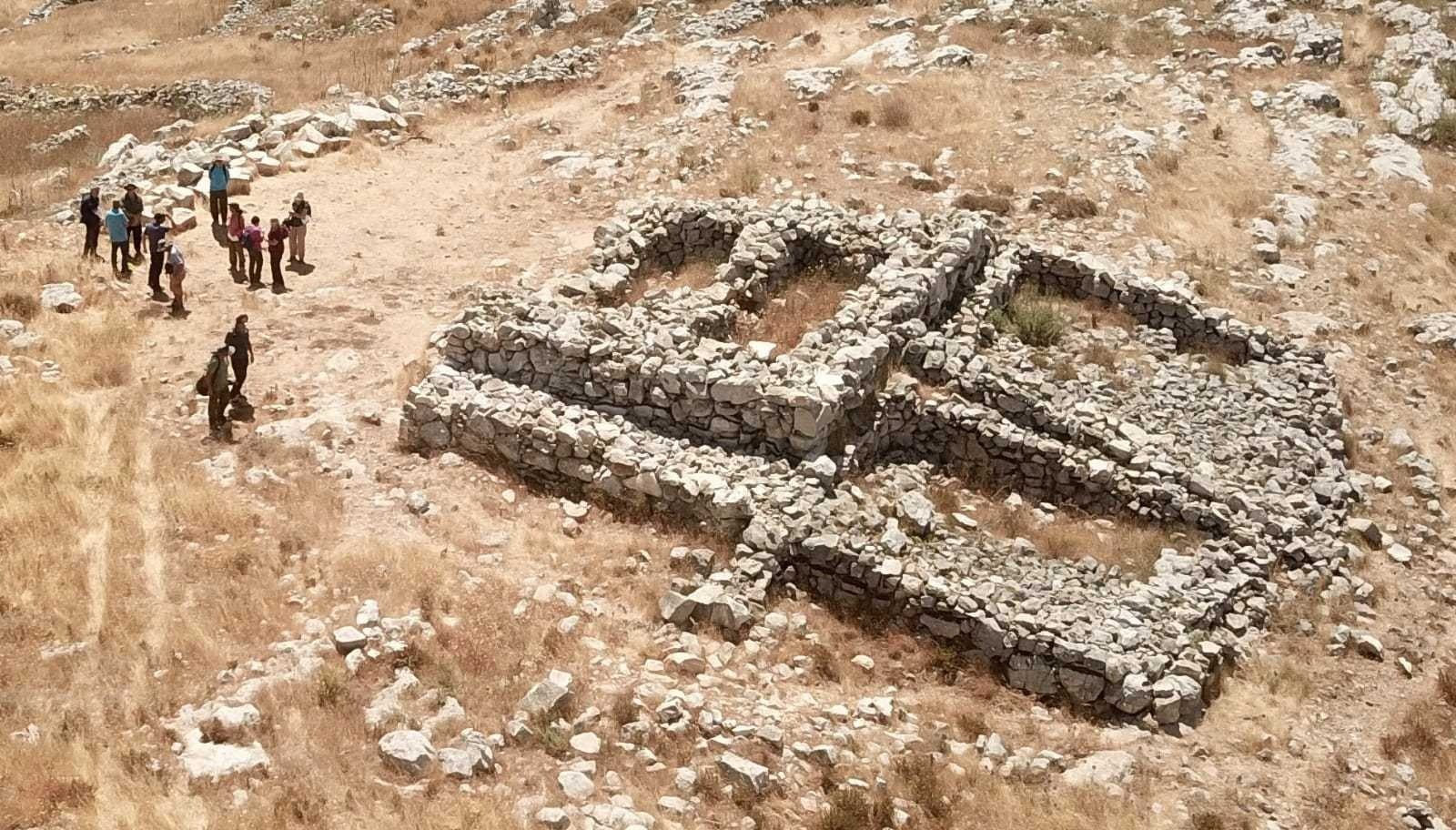
Жертвенник — вид сверху

Находка профессора Адама Зерталя разрушила теории так называемых «новых историков», утверждающих, что библейская история завоевания евреями Ханаана и история Иисуса Навина — это миф, не имеющий исторических подтверждений. По этой причине бо́льшая часть научного сообщества историков Израиля демонстративно проигнорировала открытие Зерталя и никто даже не попытался обследовать жертвенник. Также Зерталя обвинили в том, что его работа и трактовка её результатов были продиктованы якобы политическими мотивами для содействия поселенческой деятельности за «зеленой чертой». Эти обвинения потрясли идеологически левого Зерталя, члена движения «Ха-шомер ха-цаир».
Также против идентификации жертвенника выступили самаритяне, так как в их варианте книги Иисуса Навина жертвенник располагался на горе Гризим.
В ответ Зерталь организовал и провёл несколько академических диспутов и опубликовал подробный отчет о результатах раскопок, после чего к 2005 году мировая историческая наука приняла его выводы, хотя такая интерпретация находки продолжает подвергаться критике со стороны ряда археологов.
В 2022 году были опубликованы результаты исследования находки на горе Эйваль самой древней из найденных до сих пор надписей на иврите, что опровергает сторонников «библейской критики», представляющих Танах в качестве «поздней генерации еврейских текстов» и ложь об «израильской оккупации» этой земли.

## Мусульманский вандализм
Жертвенник находится в «зоне C» под полным контролем Израиля. В феврале 2021 года арабы из Палестинской автономии разрушили бульдозером одну из внешних стен жертвенника при прокладке новой дороги возле города Шхем. Часть древнего каменного забора, ограничивающего жертвенник, была арабами разобрана, а его камни раздроблены в щебень и использованы при строительстве дороги. Премьер-министр Израиля Биньямин Нетаниягу осудил вандализм, а президент Реувен Ривлин призвал к расследованию. Вскоре после этого региональный совет Самарии заложил камнями участок разрушенной стены, чтобы предотвратить дальнейшие повреждения.